# Mistrzostwa Świata w Kolarstwie Przełajowym 1956
7. Mistrzostwa Świata w Kolarstwie Przełajowym 1956 odbyły się w stolicy Wielkiego Księstwa Luksemburg - Luksemburgu, 19 lutego 1956 roku. Rozegrano tylko wyścig mężczyzn w kategorii zawodowców.

## Medaliści
| Konkurencja:               | Złoto:          | Czas      | Srebro:         | Czas     | Brąz:             | Czas     |
| Klasyfikacja mężczyzn      |                 |           |                 |          |                   |          |
| Zawodowcy (19 lutego 1956) | André Dufraisse | 1:25:02 h | Georges Meunier | + 0:34 m | Emmanuel Plattner | + 0:54 m |

## Szczegóły
| Medal | Zawodnik           | Narodowość        | Czas      |
| ----- | ------------------ | ----------------- | --------- |
|       | André Dufraisse    | Francja           | 1:25:02 h |
|       | Georges Meunier    | Francja           | + 0:34    |
|       | Emmanuel Plattner  | Szwajcaria        | + 0:54    |
| 4     | Hans Bieri         | Szwajcaria        | + 1:44    |
| 5     | Charly Gaul        | Luksemburg        | + 2:05    |
| 6     | Pierre Jodet       | Francja           | + 2:45    |
| 7     | Heinrich Ruffenach | Protektorat Saary | + 3:06    |
| 8     | Jean Schmit        | Luksemburg        | + 3:09    |
| 9     | Frans Feremans     | Belgia            | + 3:20    |
| 10    | Johny Goedert      | Luksemburg        | + 4:00    |

## Tabela medalowa
| Miejsce | Państwo    |   |   |   |   |
| ------- | ---------- | - | - | - | - |
| 1.      | Francja    | 1 | 1 | 0 | 2 |
| 2.      | Szwajcaria | 0 | 0 | 1 | 1 |